# 城市挑戰
城市挑戰公司（City Challenge GmbH）總部位於德國柏林，是一家在世界各城市舉辦GT超級跑車賽事及嘉年華活動的公司。分部位於台灣桃園市的悦吉影音（Rouge AVE）為城市挑戰賽事的中國區、以及台灣代理。兩家公司合作的主要宗旨是為中國區、台灣的觀眾帶來象徵團隊合作、公平競爭、勇敢進取、活力熱情的GT3超級跑車賽事、嘉年華藝術和娛樂活動，並且加快推廣清潔能源燃料電池跑車賽事的進行。

## 歷史
城市挑戰公司首席執行官哈特穆特•拜爾（Hartmut Beyer）從2004年開始籌劃一個在羅馬尼亞布加勒斯特的賽道。相繼於2007年、2008年（使用布加勒斯特賽道的名稱）在布加勒斯特，2009年在匈牙利首都布達佩斯擔任國際汽聯（FIA）GT錦標賽的主辦單位和推動者的角色後，拜爾先生和他的團隊與世界多個城市進行談判以便將於2013年起建立自己的GT錦標賽。

## 城市挑戰2012巴庫市
首屆城市挑戰巴庫市比賽是在2012年10月26到28日在亞塞拜然的巴庫市舉行。本次活動在週末吸引了42,000名觀眾，約150個國家和國際記者們做出有關巴庫城市挑戰賽的報導，且有100名電視製作工作人員提供無論是實況或精彩片段的畫面，在超過120個國家和地區播出，總收視戶數量達到6.5億。在白天，歷史大獎賽（Historic Grand Prix）和金卡納的漂移系列（Gymkhana Drift Series）為巴庫城市挑戰賽事活動的熱身賽事。晚會節目包括“COGO秀”，來自世界各地的藝術家輪番在舞台上的表演，其中包括DJ潘喬（DJ Pancho）和Rafet el Roman。
正式的巴庫城市挑戰GT賽事共有13支車隊，24輛由邁凱倫車隊（McLaren）、寶馬（BMW）、保時捷（Porsche）、奔馳（Mercedes-Benz）、法拉利（Ferrari）、蘭博基尼（Lamborghini）和雪佛蘭（Chevrolet）所製造的GT跑車參加，在長2144米由國際汽車聯盟（FIA）認證的第三級賽道舉行比賽。參與賽事的車手包含五次DTM冠軍施奈德（Bernd Schneider）、前F1車手和2008年利曼24小時耐力賽LMP2 Class冠軍得主喬斯維斯塔潘（Jos Verstappen）、1997年F1世界冠軍和Indy 500冠軍雅克•維倫紐夫（Jacques Villeneuve）。和三次F1世界冠軍尼基•勞達（Niki Lauda）的兒子- 馬蒂亞斯•勞達（Mathias Lauda）。城市挑戰賽事是由HEXIS車隊（HEXIS Racing）的車手Frédéric Makowiecki和Stef Dusseldorp所駕駛的邁凱倫（McLaren）MP4-12C GT3贏得主賽事的冠軍。Vita4One車隊的法蘭克•肯奇里（Frank Kechele）和馬蒂亞斯•勞達（Mathias Lauda）所駕駛的寶馬（BMW）Z4 GT3贏得第二，獲得第三名是Vita4One賽車隊的Yelmer Buurman和Nicolaus Mayr-Melnhof，所駕駛的寶馬（BMW）Z4 GT3。

## 未來
城市挑戰有野心建立一個穩定的活動賽程表，包含在歐洲、中東、美洲和亞洲的舉辦至少5場賽事和活動。賽事日程表將予以公佈。

## 外部連結
- 城市挑戰公司官方網站 （页面存档备份，存于）
- 悅吉影音(Rouge AVE)官方網站 （页面存档备份，存于）
- 國際汽車聯盟官方網站（页面存档备份，存于）
- 布加勒斯特賽道 （页面存档备份，存于）